# Селково (деревня, Московская область)
Селково — деревня в Сергиево-Посадском городском округе Московской области.

## Население
| 1835  | 1850  | 1857 | 1859 | 1895 | 1905 | 1926 | 2002  |
| ----- | ----- | ---- | ---- | ---- | ---- | ---- | ----- |
| 473   | ↗480  | ↘477 | ↗505 | ↗538 | ↗608 | ↘470 | ↗1253 |
| 2006  | 2010  |      |      |      |      |      |       |
| ↘1203 | ↗1300 |      |      |      |      |      |       |

## География
Деревня Селково расположена на севере Московской области, в северной части Сергиево-Посадского района, на автодороге Р104, примерно в 82 км к северу от Московской кольцевой автодороги и 32 км к северу от станции Сергиев Посад Ярославского направления Московской железной дороги.
В 19 км юго-восточнее деревни проходит Ярославское шоссе М8, в 21 км к юго-западу — Московское большое кольцо А108, в 33 км к западу — автодорога Р112. Ближайшие населённые пункты — деревни Катунино и Петрушино.
Связана автобусным сообщением с городами Сергиевым Посадом и Калязином.

## История
В «Списке населённых мест» 1862 года — казённая деревня 2-го стана Переяславского уезда Владимирской губернии на Углицком просёлочном тракте от границы Александровского уезда к Калязинскому, в 50 верстах от уездного города и 47 верстах от становой квартиры, при пруде, с 79 дворами и 505 жителями (237 мужчин, 268 женщин).
По данным на 1895 год — деревня Хребтовской волости Переяславского уезда с 538 жителями (252 мужчины, 286 женщин). Основным промыслом населения являлась возка лесного материала, 65 человек уезжало в качестве фабричных рабочих на отхожий промысел в Москву и уезды.
По материалам Всесоюзной переписи населения 1926 года — центр Селковского сельсовета Хребтовской волости Сергиевского уезда Московской губернии в 11,7 км от Угличско-Сергиевского шоссе и 40,5 км от станции Сергиево Северной железной дороги; проживало 470 человек (200 мужчин, 270 женщин), насчитывалось 108 хозяйств (99 крестьянских).
С 1929 года — населённый пункт Московской области в составе:
- Селковского сельсовета Константиновского района (1929—1957)[14],
- Селковского сельсовета Загорского района (1957—1959)[15][16],
- Торгашинского сельсовета Загорского района (1959—1963, 1965—1991)[16][17],
- Торгашинского сельсовета Мытищинского укрупнённого сельского района (1963—1965)[18][17],
- Торгашинского (до 09.01.1991) и Селковского сельсоветов Сергиево-Посадского района (1991—1994)[17],
- Селковского сельского округа Сергиево-Посадского района (1994—2006)[19],
- сельского поселения Селковское Сергиево-Посадского района (2006 — н. в.)[20][21].

## Образование
в деревне располагается одна средняя общеобразовательная школа
- МКОУ "Селковская основная школа"[22]